# بوب مارشال (سياسي)
بوب مارشال (بالإنجليزية: Bob Marshall)‏ هو سياسي أمريكي، ولد في 3 مايو 1944 في تاكوما بارك في الولايات المتحدة. حزبياً، نشط في الحزب الجمهوري. وقد انتخب عضو مجلس نواب فرجينيا (8 يناير 1992 – 7 يناير 2018).

## وصلات خارجية
- الموقع الرسمي